# Coleophora vulpecula
Coleophora vulpecula é uma espécie de mariposa do gênero Coleophora pertencente à família Coleophoridae.